# Historia Regum Britanniae
Historia Regum Britanniae (česky Dějiny britských králů) je pseudohistorické dílo, zabývající se dějinami Británie. Bylo napsáno kolem roku 1136 Geoffreyem z Monmouthu. Zaznamenává životy britonských králů v chronologicky uspořádaném vyprávění pokrývajícím období dvou tisíc let — od údajného založení britského národa trójskými uprchlíky až po ovládnutí Británie Anglosasy kolem 7. století. Tvoří jedno ze zásadních děl takzvaného „Matter of Britain“, souboru literárních děl a legend, zabývajících se Velkou Británií a jejím legendárními králi, především králem Artušem.
Ačkoliv byla až do 16. století přijímána zcela nekriticky, od 17. století až do počátku 21. století je Historia považována za nedůvěryhodný historický pramen — je-li možné srovnat popsané události (jako například invazi Julia Caesara do Británie) s dobovými prameny, ukazuje se Monmouthovo dílo jako nepřesné — současně však zůstává cenným textem středověké literatury, obsahujícím nejstarší dochovanou verzi příběhu o králi Learovi a jeho třech dcerách a představujícím legendu o králi Artušovi publiku neznalému velštiny. Za prameny Geoffreyho z Monmouthu bývají považováni Nennius, sv. Gilda a velšské kroniky, stejně jako nedochované dokumenty, na něž se ve svém díle odvolává.
V polovině 13. století byla Historia přejata islandskými učenci a přeložena pod titulem Breta sögur do islandštiny. Mezi 13. a 15. stoletím byla pak zpracována pod názvem Brut y Brenhinedd (brit ə bren'hineð) do středo- či novovelštiny. Tento překlad se dochoval ve více než 60 rukopisech.
Mezi panovníky, zmíněnými v Historii, patří k nejznámějším:
- Brutus Britský – založil osídlení Británie a pojmenoval ostrov po sobě
- král Lear – romantizovaný ve hře Williama Shakespeara Král Lear
- Cassivelaunus - král Britonů v době Caesarovy invaze
- Mandubracius/Androgeus - Cassivelaunův protivník v době invaze
- Cymbeline - parodovaný v Shakespearově tragikomedii Cymbeline
- Lucius Britský - první křesťanský král Británie
- Eudaf Hen - král Británie
- Coel – jehož jméno se objevuje v dětské říkance jako „Old King Cole“
- Konstantin Veliký – první křesťanský císař římský
- Vortigern – král, objevující se jako postava mnoha středověkých příběhů
- Artuš – nejznámější legendární král
- Gwendolen - mytická královna Britonů, která porazila svého manžela v bitvě u řeky Stour